# Jonathan Raban

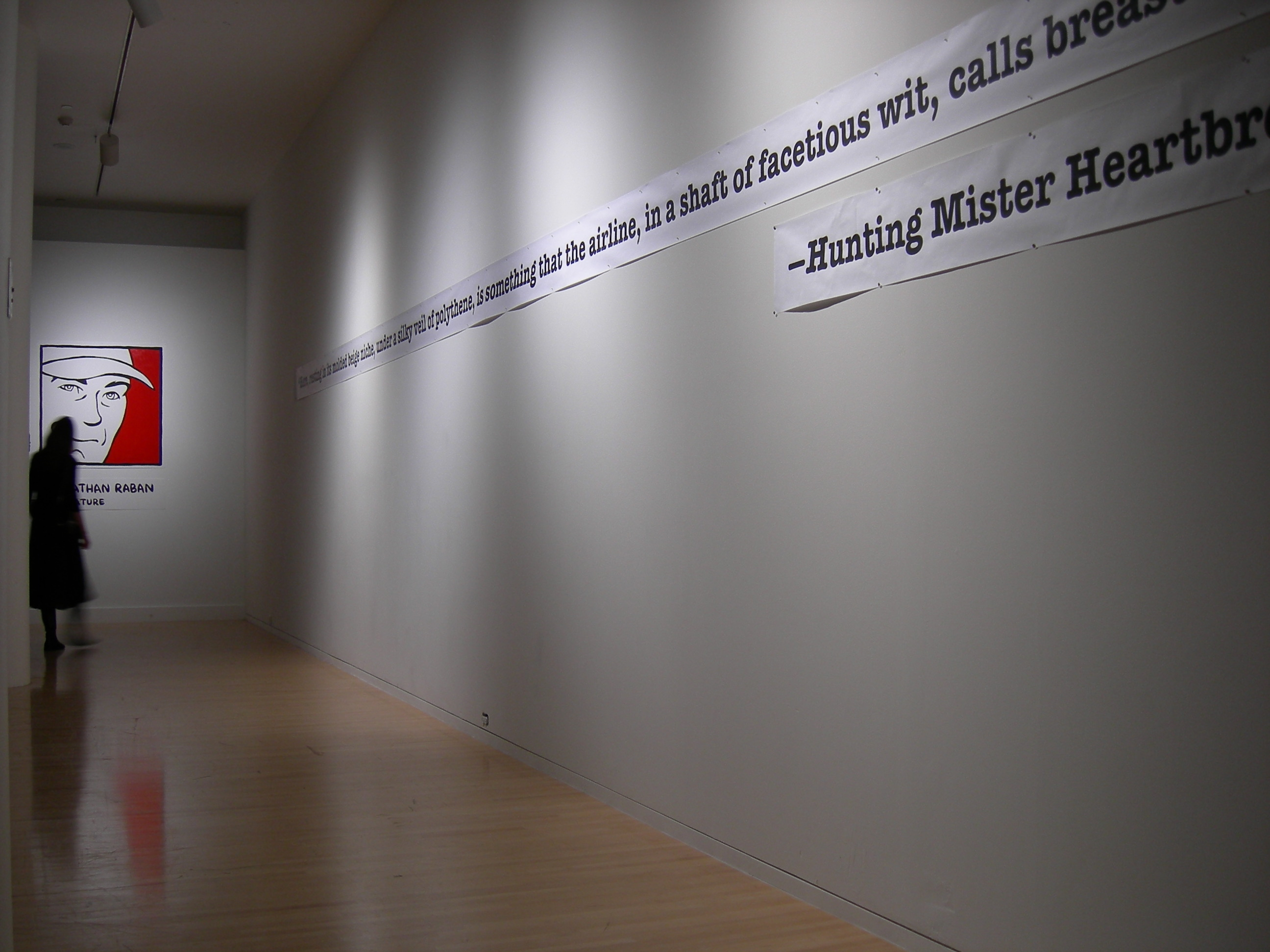
Una exhibición en el 2006 en la Henry Art Gallery en honor del ganador del premio Stranger Genius homenajea a Raban.

Jonathan Raban (Hempton, Norfolk, Inglaterra, 14 de junio de 1942-Seattle, 17 de enero de 2023) fue un escritor de viajes y novelista británico. 

## Biografía
Desde 1990 ha vivido junto con su hija en Seattle.
Aunque es principalmente conocido como un escritor de viajes, los relatos de Raban a menudo entretejen la historia de un viaje con una interesante discusión sobre la historia de la zona por la cual se viaja y sus zonas aledañas. Aun cuando presenta una desapasionada y crítica ácida sobre las personas que cruza en sus viajes, no evita compartir sus propias debilidades y errores con el lector. Con frecuencia los relatos autobiográficos de los viajes de Raban son transformaciones de segmentos de su propia vida o del mundo: Old Glory se desarrolla durante la carrera hacia la victoria de Ronald Reagan en la elección presidencial de 1980, Coasting durante el comienzo de la guerra de Malvinas , y Passage to Juneau mientras se manifiesta el fracaso del matrimonio del autor. De manera similar en sus novelas se pueden detectar temas melancólicos y personales sobre crisis y pérdidas.

## Premios y distinciones
Ha sido galardonado con varios premios, tales como el premio National Book Critics Circle, El premio Heinemann de la Real Sociedad de Literatura, el premio Thomas Cook a libros de viajes, el premio PEN West Creative Nonfiction, el premio de la Pacific Northwest Booksellers Association, y en 1997 el Washington State Governor's Writer's Award.

## Obras
- The Technique of Modern Fiction (1968)
- Mark Twain: Huckleberry Finn (1968)
- The Society of the Poem (1971)
- Soft City (1974), ISBN 0-525-20661-2
- Arabia Through the Looking Glass (1979), ISBN 0-00-654022-8
- Old Glory: An American Voyage (1981), ISBN 0-671-25061-2
- Foreign Land (1985), ISBN 0-670-80767-2
- Coasting (1986), ISBN 0-00-272119-8
- For Love & Money: A Writing Life, 1968-1987 (1989), ISBN 0-06-016166-3
- God, Man and Mrs Thatcher (1989), ISBN 0-06-016166-3
- Hunting Mister Heartbreak: A Discovery of America (1991), ISBN 0-06-018209-1
- The Oxford Book of the Sea (1992), ISBN 0-19-214197-X
- Bad Land: An American Romance (1996), ISBN 0-679-44254-5
- Passage to Juneau: A Sea and Its Meanings (travel writing; 1999), ISBN 0-679-44262-6
- Waxwings (2003), ISBN 0-375-41008-2
- My Holy War: Dispatches From the Home Front (2006), ISBN 1-59017-175-6
- Surveillance (2006), ISBN 978-0-375-42244-7
- Driving Home: An American Journey (2011), ISBN 978-0-307-37991-7